# 461 Fifth Avenue
Le 461 Fifth Avenue New York est un gratte-ciel de 115 mètres de hauteur construit à New York aux États-Unis en 1988 dans un style post-moderne.
Il est situé le long de la Cinquième avenue.
L'immeuble a été lancé par le promoteur japonais Mitsui Fudosan et a été conçu par l'agence d'architecture SOM. Son architecture est caractéristique de la Cinquième avenue,.